# Zdzisława Wyżnikiewicz-Kopp
Zdzisława Wyżnikiewicz-Kopp z domu Mula (ur. 13 lutego 1935 w Bydgoszczy, zm. 28 kwietnia 2021 w Gdańsku) – polska koszykarka, trenerka, profesor gdańskiej Akademii Wychowania Fizycznego i Sportu.

## Życiorys
Wyżnikiewicz-Kopp uczyła się w liceum ogólnokształcącym w Bydgoszczy, gdzie jednocześnie pracowała jako kontystka w Domu Książki. W latach 1952–1955 studiowała Akademii Wychowania Fizycznego w Warszawie, gdzie w 1958 uzyskała tytuł magistra – dyplomowanego nauczyciela i trenera koszykówki. Jednocześnie W latach 1953–1955 była koszykarką AZS Warszawa. W latach 1955–1956 była nauczycielką Państwowego Liceum Technik Plastycznych w Gdyni-Orłowie i zawodniczką pierwszoligowej drużyny koszykarek Sparty Gdańsk.
W 1956 zamieszkała w Łodzi, gdzie grała w zespole ŁKS Łódź i trenowała młodzież szkolną. W latach 1959–1959 była nauczycielką wychowania fizycznego w szkole podstawowej w Łodzi. W 1959 trenowała drużynę AZS Łódź. W latach 1959–1961 uczyła wychowania fizycznego w III Liceum Ogólnokształcącym w Łodzi. W 1963 trenowała reprezentację spartakiadową MKS Łódź.
W wyniku połączenia łódzkich drużyn koszykarskich w ramach ŁKS Łódź, podjęła decyzję o rezygnacji z dalszej kariery trenerskiej, poświęcając się karierze naukowej. Od 1962 do 1969 pracowała w Studium Nauczycielskim w Łodzi i Zgierzu, w międzyczasie w 1965 uzyskując stopień doktora nauk wychowania fizycznego. W ramach pracy doktorskiej popracowała autorską metodę oceny sprawności specjalnej w koszykówce żeńskiej, która stosowana była w Polsce i za granicą. W 1968 była współorganizatorką i inicjatorką pierwszego ogólnopolskiego turnieju minibasketu oraz należała do ogólnopolskiego komitetu minibasketu, przewodnicząc w latach 1965–1969 Komisji Szkoleniowej Łódzkiego Związku Koszykówki.
W 1969 podjęła pracę w Wyższej Szkole Wychowania Fizycznego w Gdańsku, w której założyła kierowany przez siebie w latach 1969–1970 Zakład Morfofizjologii Człowieka. W latach 1971–1974 była kierownikiem Zakładu Gier Sportowych i Judo, jednocześnie będąc w latach 1971–1975 prodziekanem Wydziału Wychowania Fizycznego, następnie w latach 1974–1978 kierowała Zakładem Metodyki Wychowania Fizycznego, a w latach 1977–1980 była zastępcą dyrektora Instytutu WF i Sportu, 1971–1974 kierownikiem Zakładu Gier Sportowych i Judo, 1974–1978 Zakładu Metodyki Wychowania Fizycznego (przemianowanego na Zakład Teoretycznych Podstaw Kultury Fizycznej i Sportu). W 1976 uzyskała stopień doktora habilitowanego nauk wychowania fizycznego w zakresie teorii sportu w Akademii Wychowania Fizycznego w Warszawie. W latach 1977–1991 była docentem mianowanym w Akademii Wychowania Fizycznego i Sportu im. Jędrzeja Śniadeckiego w Gdańsku. Należała również do senatu uczelni oraz przewodniczyła Komisji Szkoleniowej Ogólnopolskiego Komitetu Małej Koszykówki, była wiceprezesem oraz przewodniczącą GOZKosz, a w latach 1969–1970 trenerką sekcji koszykówki AZS WSWF.
Od 1980 pracowała w Wyższej Szkoły Pedagogicznej w Szczecinie, gdzie w latach 1980–1981 była prodziekanem, a następnie w latach 1981–1985 dziekanem Wydziału Wychowania Fizycznego. W latach 1991–1993 była profesorem nadzwyczajnym Uniwersytetu Szczecińskiego, w 1994 uzyskała tytuł profesora nauk o kulturze fizycznej. W 1993 powróciła do Gdańska, gdzie pracowała w AWF oraz wykładała w Wyższej Szkole Wychowania Fizycznego i Turystyki w Sopocie, Wyższej Szkole Wychowania Fizycznego i Turystyki w Supraślu oraz Wyższej Szkole Humanistycznej w Koszalinie. W 2006 roku przeszła na emeryturę.
Wyżnikiewicz-Knopp była przewodniczącą Sekcji Uczelni Wychowania Fizycznego w Ministerstwie Edukacji Narodowej oraz członkinią Komisji Rozwoju i Dydaktyki (1999–2002), współzałożycielką i wiceprezesem szczecińskiego oddziału Polskiego Towarzystwa Antropologicznego (1990–1993), członkinią Polskiego Towarzystwa Biometrycznego (1965–1982), Polskiego Towarzystwa Naukowego Kultury Fizycznej (1965–1980), Międzynarodowego Komitetu Pedagogiki Sportu (1987–1989) International Association of Physical Education and Sport for Girls and Women (1982–2005), Polskiego Stowarzyszenia Sportu Kobiet (od 1996) i założycielką oraz prezeską (1996–2002) gdańskiego oddziału. Była honorowym członkiem International Biographical Centre (Cambridge).

## Życie prywatne
W 1978 wyszła za Guntera Koppa – nauczyciela akademickiego w Institut für Sportwissenschaft der Ernst-Moritz-Arndt Universität Greifswald. Miała córkę Anitę Wyżnikiewicz-Naracałę (1957–2002) – trenerkę jeździectwa. Została pochowana na cmentarzu Oliwskim w Gdańsku.

## Publikacje
- „Aktywność sportowa kobiet – aspekty biologiczne” (1978),
- „Koszykówka dzieci i młodzieży” (1978),
- „Sport w rozwoju i wychowaniu dzieci i młodzieży” (1986),
- „Koordynacyjne zdolności ruchowe dzieci i młodzieży (podstawy teoretyczne i metodyczne)” (1992),
- „Menedżment sportowy” (1996),
- „Słownik angielsko-polski letnich sportów olimpijskich” (2012)[1].

## Odznaczenia
- Złota i Srebrna Honorowa Odznaka PZKosz (1971, 1981),
- Medal Komisji Edukacji Narodowej (1983),
- Krzyż Kawalerski Orderu Odrodzenia Polski (1986),
- Medal International Order of Merit (1992),
- Złota Odznaka „Zasłużony Działacz Kultury Fizycznej” (2000)[1].

## Nagrody
- Nagroda Zachodniopomorskiej Federacji Sportu (1985) za działalność związaną z rozwojem sportu w województwie szczecińskim[1].